# Лампагия
Лампагия (лат. Lampagie; умерла после 731 года) — жена Утмана ибн Наисса, берберского эмира, наместника вали в землях, называемых арабами «восточным пограничьем», в которую входили Сердань, Нарбонна и Септимания. По источникам она известна также под именами Нумеранция, Менина.

## Биография
Согласно арабским хроникам она была христианкой из независимой Галисии, «дочь графа этой страны». Однако «Мосарабская хроника 754 года», ранее приписываемая Исидору Паценскому (или Бежскому), указывает, что она была дочерью герцога Аквитании Эда Великого (либо внебрачной, либо от второго брака):

Лампагия была ребёнком от второго брака или внебрачной дочерью Эда Аквитанского; поскольку первая жена этого государя была слишком стара, чтобы подарить ему дочь, которая была бы столь молода в 730 г.

Скорее всего она родилась в 700-х—710-х годах. Известно, что она была очень красива. Около 730 года берберский эмир Утман ибн Наисса, больше известный как Мунуза, наместник арабов в Септимании, в ходе одного из набегов в Аквитанию захватил Лампагию. Красота девушки так поразила Мунузу, что он женился на ней. Благодаря этому браку Мунуза сблизился с отцом жены, герцогом Эдом.
В 731 году Мунуза восстал против Абд ар-Рахмана, вали Аль-Андалуза, однако восстание окончилось неудачей. Абд ар-Рахман воспользовался мятежом Мунузы для того, чтобы собрать огромную армию. Часть её под командованием Гехди ибн Зийи он направил против Мунузы, запершегося в своей столице Аль-Бабе. Мунуза был застигнут врасплох и оказался не готов к отражению нападения, а Эд, занятый борьбой с Карлом Мартелом, не смог прийти на помощь союзнику. В итоге Мунуза был убит, а его жена Лампагия оказалась захвачена в плен и отправлена к Абд ар-Рахману, который, очарованный красотой пленницы, отправил её в качестве подарка в Дамаск халифу Хишаму ибн Абд аль-Малику, взявшему Лампагию в свой гарем. Больше о ней сведений нет.